# Северноамеричко бодљикаво прасе
Северноамеричко бодљикаво прасе (лат. Erethizon dorsatum) је врста глодара (Rodentia) из породице бодљикави прасићи Новог света (Erethizontidae). 

## Распрострањење
Ареал врсте је ограничен на мањи број држава. Врста има станиште у Канади, Сједињеним Америчким Државама и Мексику.

## Станиште
Станишта врсте су шуме, травна вегетација, тундра и пустиње. 

## Угроженост
Ова врста је наведена као последња брига, јер има широко распрострањење и честа је врста.